# Albert Peter (Botaniker)

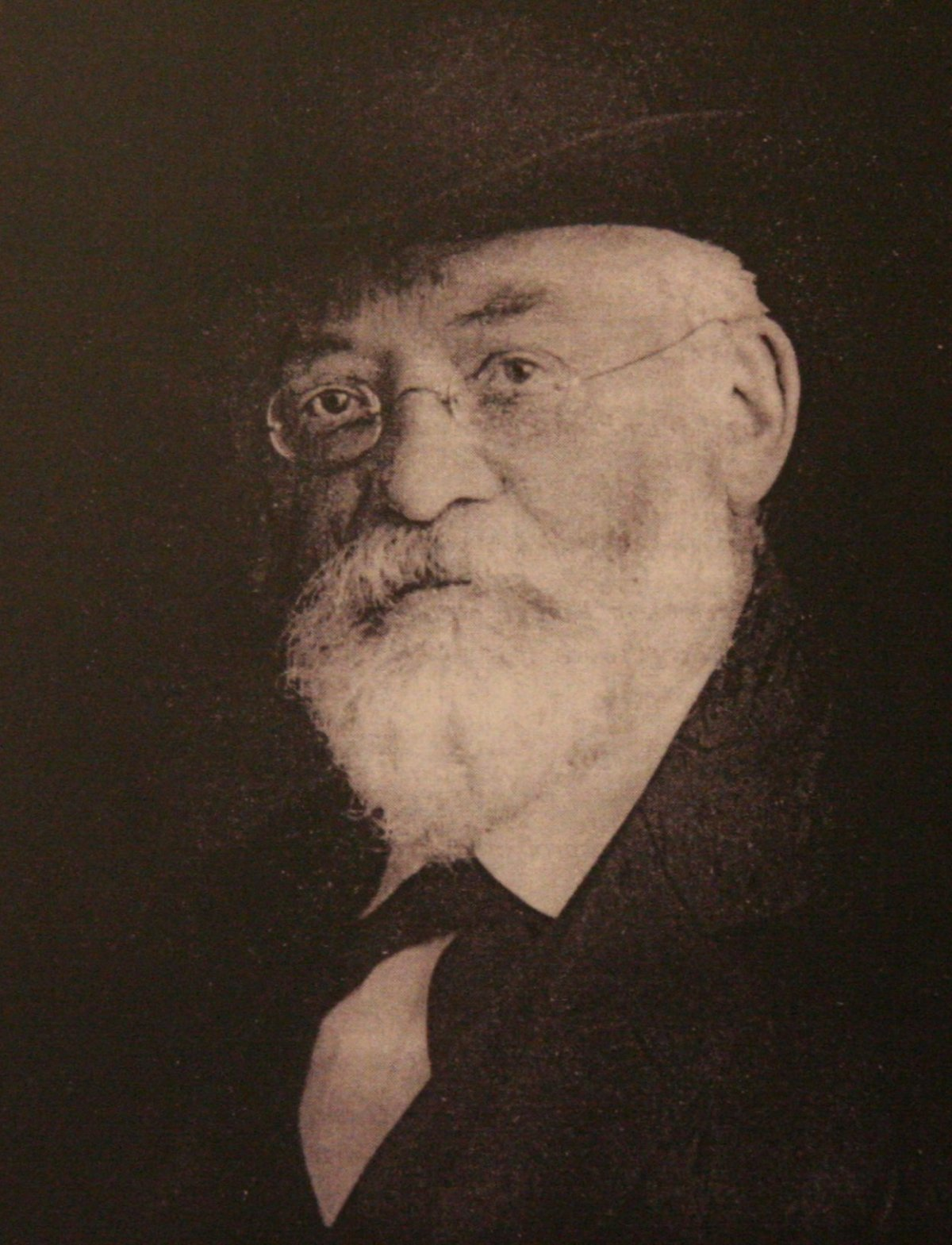
Albert Peter

Gustav Albert Peter, genannt Albert Peter, (* 21. August 1853 in Gumbinnen; † 4. Oktober 1937 in Göttingen) war ein ostpreußischer, deutscher Botaniker.  Sein offizielles botanisches Autorenkürzel lautet „Peter“. 

## Leben
Peter, der Sohn eines Schmiedemeisters, studierte in Königsberg, wo er 1874 promoviert wurde. Peter wollte eigentlich Lehrer werden, wurde Assistent an der Universität München bei Carl Nägeli, dem er bei einer Monographie über Habichtskräuter helfen sollte, und Privatdozent. 1878 wurde er Kustos am Botanischen Garten München. 1888 bis 1923 war er Professor und Leiter des Botanischen Gartens der Universität Göttingen. Er legte 1890 den Brockengarten an. Mit dem Gartenmeister Carl Bonstedt (1866–1953) richtete er das Victoriahaus für tropische Pflanzen ein. Auf Expeditionen in Süd- und Ostafrika sammelte er 1913 bis 1919 (wobei er zeitweise während des Ersten Weltkriegs interniert war) und 1925/26 Pflanzen für den Garten und das Botanische Institut.
Er schrieb eine Flora von Südniedersachsen und von Deutsch-Ostafrika (unvollendet). Ursprünglich hatte er eine weit umfangreichere Flora Mitteleuropas mit ökologischen Bezügen geplant, erhielt jedoch die nötigen Mittel nicht und konzentrierte sich auf Niedersachsen. Seine Afrikasammlung aus der Zeit des Ersten Weltkriegs ging größtenteils verloren, die Sammlung seiner zweiten Reise, die er nur teilweise bearbeiten konnte, ging im Zweiten Weltkrieg 1943 verloren. Er war für seine herausragenden Vorlesungen bekannt, für die er Unterrichtstafeln zeichnen und drucken ließ, die weite Verbreitung fanden.
1888 wurde er Mitglied der Leopoldina 
und 1889 der Gesellschaft der Wissenschaften zu Göttingen.

## Ehrungen
Nach ihm benannt ist die Pflanzengattung Peterodendron Sleumer aus der Familie der Achariaceae.

## Schriften
- Ueber Gefaesse und gefaessartige Gebilde im Holze, besonders in der Markscheide einige Dikotylen. Inaugural-Dissertation Universität Königsberg. Longrien & Leupold, Königsberg 1874 (Google Books).
- mit Carl Nägeli: Die Hieracien Mittel-Europas. Monographische Bearbeitung der Piloselloiden mit besonderer Berücksichtigung der mitteleuropäischen Sippen. Verlag R. Oldenbourg, München 1885 (Archive).
- Botanische Wandtafeln. Verlag Paul Parey, Berlin 1901.
- Flora von Südhannover nebst den angrenzenden Gebieten. Vandenhoeck & Ruprecht, Göttingen 1901.
- Wasserpflanzen und Sumpfgewächse in Deutsch-Ostafrika. Weidmannsche Buchhandlung, Berlin 1928 (Digitalisat).
- Flora von Deutsch-Ostafrika. Dahlem/Berlin, 1929 bis 1938.